# Hokuto Iboshi
 (septembre 2016).
Hokuto Iboshi (違星 北斗, Iboshi Hokuto, 1901 – 26 janvier 1929) est un poète japonais waka et militant de l'ethnie des Aïnous.
Il consacre sa vie à améliorer le statut des Aïnous, exprime ses idées sous forme de tanka dans les journaux et magazines et influence les jeunes Aïnous de l'époque. Il circule également dans les kotan (villages) aïnous de Hokkaidō, faisant valoir la nécessité de l'unité et incitant à la formation d'une identité aïnoue.
Avec Yaeko Batchelor (ja) et Takeichi Moritake (ja), Iboshi compte parmi les « Trois grands poètes aïnous » (アイヌ三大歌人). Il a été appelé le « Takuboku des Aïnous ».

## Biographie

### Enfance
Hokuto naît en 1901 dans le premier district d'Ōgawa-chō dans la ville de Yoichi (Hokkaidō), troisième fils de Jinsaku, son père, et Haru, sa mère. Jinsaku gagne sa vie en pêchant le hareng du Pacifique mais est également un chasseur d'ours accompli.
Le nom de la famille Iboshi remonte à l'époque de Manjirō, grand-père de Hokuto. En 1872 Manjirō se rend à Tokyo pour étudier au Zōjō-ji, à l'« Institution d'éducation des autochtones » associée à la Kaitakushi (Commission de développement d'Hokkaidō). Ayant d'excellentes notes, il reste à Tokyo en tant que fonctionnaire de la Kaitakushi. Manjirō est l'un des premiers Aïnous autorisé à adopter un nom japonais. Sa famille possède un symbole héréditaire appelé un イカシシロシ (ikashishiroshi) — quelque chose comme un kamon japonais - composé de deux lignes croisées dans un « X » et deux points ronds à gauche et à droite, situés entre les lignes (comme ※ sans les points haut et bas). Du point de vue de la terminologie spéciale des kamon qui appelle la forme en croix 違い (chigai) et les points 星 (hoshi), il tire le nom Chigaiboshi (違星). L'usage continu cependant transforme le nom en une version plus courte qui se lit Iboshi.
Le nom officiel de Hokuto dans le registre familial est donc Takijirō Iboshi (違星 瀧次郎) – mais le premier nom est une faute d'impression par l'employé du registre d'État-civil auquel on avait dit que le nom du garçon était Takejirō Iboshi (竹次郎). Ses amis l'appellent Takejirō ou juste Take, et lui-même écrit son nom de cette façon ou même 竹二郎.
Dans sa jeunesse, Hokuto est meneur des enfants de la région. En 1908 cependant, sa mère Haru, soucieuse d'éducation, l'envoie à l'école élémentaire Jinjō (尋常小学校) pour les enfants de 6 ans plutôt qu'à l'« Ancienne école aborigène » pour les enfants de 4 ans que fréquentent la plupart des enfants aïnous de la région. Avec seulement quelques-uns de ses pairs aïnous à l'école, il endure une grave discrimination. Au cours de sa cinquième année, sa mère meurt et il abandonne ses aspirations pour l'avancement de son éducation et commence à la place à travailler pour son diplôme en 1914. En plus d'aider son père dans son travail de pêcheur, il occupe des fonctions manuelles loin de chez lui dans la sylviculture et l'agriculture mais continue d'être confronté à la discrimination sociale en tant qu'Aïnou.

### Adolescence
Peut-être en raison de la forte pression d'un travail manuel exigeant et d'un traitement discriminatoire, Iboshi, qui est déjà fragile, tombe gravement malade à 17 ans et à partir de cette époque commence à prendre part à des activités plus idéologiques. Vers la même époque, il lit deux tanka dans le Hokkai Times, deux poèmes qui montrent du mépris pour les Aïnous, augmentant encore son amertume envers les Japonais. À cette époque cependant, il est profondément ému par quelques petits mots d'un directeur d'école japonais auprès duquel il est assis lors d'une réunion. Aussi mineur qu'est l'incident, cet événement change complètement son avis sur les Japonais qu'il considérait jusqu'alors comme des personnes sans chaleur.
Influencé par son ancien instituteur Naoya Nara, Iboshi s'intéresse aux idées relatives à la culture et au caractère national. Il s'engage dans des groupes de jeunes et fait un effort pour s'entendre avec les Japonais et développe la conviction que les Aïnous ont besoin de développer leur propre conscience culturelle ainsi que la conscience de leur statut de ressortissants japonais et qu'ils doivent développer des personnalités et une société de splendide caractère qui contribueront à la société aux côtés des Japonais. À cette époque, il est également enrôlé en 1923 comme officier de logistique dans la 7e division de l'Armée impériale japonaise mais après un peu plus d'un mois il est réformé, peut-être pour cause de maladie
De ce moment, Iboshi forme le groupe culturel 茶話 学会 (Chawashō Gakkai) avec d'autres jeunes Aïnous de Yoichi, dont son ami d'enfance Totten Nakazato (中里凸天), sous la direction de son professeur Nara. Il organise des séances d'étude et la publication d'un bulletin appelé 茶話誌 (Chawashi). Le groupe est à l'origine de diverses activités de sensibilisation. Grâce à l'entremise de Nara, Iboshi devient un lecteur assidu du magazine culturel 自働道話 (Jidō Dōwa) de Mitsujirō Nishikawa et rencontre Nishikawa en personne lors d'une visite de ce dernier à Hokkaidō.
C'est aussi à cette époque qu'Iboshi commence à produire des haiku sous la tutelle de Nara et de l'enseignant nouvellement nommé Kenji Yoshida. Il participe à des rencontres de poètes haïku à Yoichi et commence à soumettre son travail à la revue de poésie Nihihari à Tokyo.

### Vie à Tokyo
En février 1925, grâce aux bons offices de Mitsujirō Nishikawa, Iboshi obtient un emploi de commis à l'Association du marché de Tokyo (東京府市場協会) et est ravi de s'installer dans la capitale. L'Association de marché gère un marché public et ses bureaux sont alors situés dans l'arrondissement de Yotsuya (maintenant dans l'arrondissement spécial de Shinjuku, dans le voisinage de Golden Gai. Lorsqu'il arrive dans le quartier Asagaya où vit Nishikawa, après un voyage en train qui a pris deux jours complets, la femme de Nishikawa est choquée d'apprendre qu'Iboshi a bu seulement une tasse de lait pendant tout le voyage.
Iboshi rend visite au linguiste Kyōsuke Kindaichi peu de temps après son arrivée et est marqué par l'histoire de Yukie Chiri, jeune fille Aïnoue auteur d'un Recueil des épopées Aïnou des Dieux (アイヌ神謡集, Ainu Shinyōshū) avant de mourir à l'âge de 19 ans. L'image qu'elle décrit de Hokkaidō en paradis perdu des Aïnous impressionne Iboshi et cette vision a une grande influence sur son travail ultérieur. Parler avec Kindaichi lui donne aussi l'occasion de faire sa première connaissance d'un compatriote Aïnou et de ses futurs compagnons, Yaeko Batchelor, fille adoptive du missionnaire anglican John Batchelor, et Mashiho Chiri, le frère cadet de Yukie Chiri.
Kindaichi invite Iboshi à la Conférence Aïnou de Tokyo (東京アイヌ学会) où il donne des conférences à des chercheurs d'une certaine tenue, dont le folkloriste Tarō Takayama et Iha Fuyū (en), le « père de l'Okinawaologie ». Son association avec les connaissances de Kindaichi lui permet également de rencontrer auteurs et éditeurs. À la même période, il s'engage intensément avec le magazine Jidō Dōwa de Nishikawa et approfondit son enquête sur la culture et la religion en allant à la rencontre de groupes alors influents comme le Kibōsha de Seikō Gotō et le groupe bouddhiste nichiren Kokuchūkai de Tanaka Chigaku.
La vie à Tokyo donne à Iboshi un emploi stable et des occasions de rencontrer diverses personnalités et personnages ainsi que la possibilité de développer ses connaissances et de participer à divers groupes universitaires et de conférences. Il est par ailleurs libéré de la discrimination qui l'afflige dans Hokkaidō et peut vivre des journées productives dans la paix.
Ces jours heureux ne durent cependant pas. Iboshi se rend compte qu'il est maintenant choyé en raison de son statut d'Aïnou qui lui était préjudiciable chez lui. Il décide enfin qu'il ne peut pas être gâté par la gentillesse des gens et que les Aïnous ont besoin de faire valoir leur identité de leur propre initiative. Il quitte Tokyo après une période féconde d'un an et demi et retourne sur son lieu de naissance à Hokkaidō, résolu à sauver ses compagnons de la pauvreté et de la discrimination.

### À Horobetsu et Biratori
Le 5 juillet 1926, Hokuto prend un train de nuit à la gare d'Ueno et quitte Tokyo, salué par de nombreuses personnes. Le 7 juillet il arrive à Horobetsu, de nos jours la ville de Noboribetsu à Hokkaidō. Il se rend d'abord à l'église anglicane de Horobetsu afin de rencontrer Yaeko Batchelor. Durant ses quelques jours à Horobetsu, il visite la maison de Yukie Chiri et rencontre Mashiho Chiri.
Après avoir visité les kotan (villages) environnants, dont Shiraoi, il se rend le 14 à Biratori dans la préfecture de Hokkaidō dans l'intention d'en apprendre plus sur la culture aïnoue. Soutenu par Seikō Gotō de Kibōsha, il aide dans un jardin d'enfants tenu par John Batchelor. Cependant, un conflit éclate entre les deux commanditaires pendant le séjour de Hokuto, Gotō coupe le financement de l'école maternelle et Iboshi se trouve pris entre eux.
Occupant des emplois de journalier, dont des travaux de construction, Iboshi parcourt les kotan de la sous-préfecture de Hidaka, distribue des copies de Jidō Dōwa, rencontre ses compatriotes aïnous et continue sa campagne de sensibilisation. Il présente également des pièces du folklore aïnou au magazine 子供の道話 (Kodomo no Dōwa) édité par l'épouse de Nishikawa. Depuis son retour à Hokkaidō, il produit beaucoup de tanka à la place de poésie haiku.

### Retour à Yoichi
En février 1927, le fils du frère ainé d'Iboshi, Umetao, meurt de maladie et Iboshi retourne dans sa ville natale. Là, il aide à la pêche, mais en plus de mauvaises prises, il tombe de nouveau malade et récupère à Yoichi. En attendant, il travaille avec son vieil ami Nakazato pour éditer sur miméographe un magazine de fan intitulé Kotan qu'ils achèvent en août. Ils mènent également des enquêtes sur les ruines de la région et interrogent les résidents locaux âgés.
Le 3 octobre, il est reconnu par Bonsei Namiki et un de ses tanka est publié dans l'Otaru Shimbun pour la première fois. Après cela, il publie un flux continu de tanka, d'essais et de recherches dans ce journal. Le 3 novembre, il assiste à une réunion de poésie à Yoichi où il rencontre des poètes d'Otaru, dont Bonsei Namiki et Shōji Inabata. Accueilli avec louange et admiration, il se lie d'amitié avec eux. Il commence également à contribuer fortement à leur nouvelle revue de poésie, 新短歌時代 (Shin Tanka Jidai).
De décembre 1927 à janvier 1928, Iboshi publie une série intitulée « Les ruines douteuses de Fugoppe » (疑ふべきフゴツペの遺跡). En réponse à un article du professeur local Shōzō Nishida concernant la découverte alors récente de murs de pierre et de poupées portant un lettrage antique intitulé « Ce sont des artefacts Ainu » (アイヌのものである), Iboshi fait valoir que ce ne sont pas des reliques aïnoues mais plus probablement des faux. Takeichi Moritake, qui vit à Shiraoi et comptera ensuite parmi les trois grands poètes aïnous avec Iboshi et Yaeko Batchelor, rencontre pour la première fois l’œuvre de Hokuto à cette occasion. Il est très ému, et les deux se lient plus tard d'amitié.

### Colporteur
À partir de la fin 1927, Iboshi commence à voyager autour des kotan dans tout Hokkaidō comme colporteur vendant des remèdes contre les hémorroïdes. Cela est aussi un moyen de rencontrer d'autres Aïnous et de préconiser l'amélioration du statut des Aïnous par la prise de conscience de soi, l'unité et la culture. Il visite Otaru, Chitose, Muroran, Shiraoi et Horobetsu. À Muroran il est reçu comme ethnologue, à Shiraoi il rencontre Takeichi Moritake et à Horobetsu rencontre de nouveau Mashiho Chiri. Il ne voyage pas seul : Kazurō Petei (辺泥和郎) se joint à lui pendant un temps puis Kikutarō Yoshida (ja) qui partage ses idéaux qu'il surnomme « Association de solidarité Aïnou » (アイヌ一貫同志会, Ainu Ikkan Dōshikai).
Au printemps de 1928, Iboshi retourne chez lui à Yoichi pour réunir des fonds en travaillant avec l'entreprise de pêche familiale.
Il continue à attirer l'attention en tant que poète, publie des tanka presque toutes les semaines dans l'Otaru Shimbun et une édition spéciale du magazine de poésie de Sapporo 志づく (Shizuku) est consacrée à un recueil de ses poèmes. Ce numéro représente l'ensemble de ses œuvres publiées de son vivant.

### Maladie
Malgré son succès en tant que poète, le dur labeur de la pêche exerce une fois de plus un exigeant tribut sur le corps de Iboshi. Le 25 avril 1928, il est victime d'une hémorragie pulmonaire due à la tuberculose et entre dans une période de lutte contre la maladie dans la maison de son frère aîné. Iboshi ne renonce pas et sur son lit de malade organise une anthologie de ses œuvres poétiques intitulée 北斗帖 (Hokuto-jō). Il continue également d'envoyer des poèmes sur la lutte contre la maladie au Otaru Shimbun.
La maladie continue à ronger son corps et le 26 janvier 1929 à 9 heures, il meurt à l'âge de 27 ans laissant derrière lui trois poèmes d'adieu.

### Postérité
Seikō Gotō, avec qui Iboshi est resté en contact depuis son séjour à Tokyo, est affligé de la mort d'Iboshi et prévoit de publier un recueil posthume de ses manuscrits. Le poète haiku Kenji Yoshida, qui était proche d'Iboshi, organise les manuscrits qui étaient dans un sac de voyage près de son oreiller et les envoie chez l'éditeur Kibōsha. Après édition, le Kibōsha publie la collection en mai 1930, un an après la mort d'Iboshi, intitulée « Kotan : Manuscrits posthumes de Hokuto Iboshi » (違星北斗遺稿 コタン)
En juillet 1931 est formée la première association unifiée de Hokkaidō, opportunément appelée « Association Aïnou de Hokkaidō ». Beaucoup de ses principaux membres ont été influencés par Iboshi et le mouvement auquel il a consacré sa vie prend enfin forme.
Hokuto Iboshi est oublié pendant des années jusqu'en 1954 quand Toshihiko Hiroko fonde l'Association Hokuto Iboshi (違星北斗の会) avec d'autres proches du défunt poète. Ils recueillent et réunissent ses œuvres et incitent à la construction de monuments et à la création d'un feuilleton radiophonique qui lui soit consacré. En 1959, Kisaku Yumoto introduit Iboshi en compagnie de Yaeko Batchelor et Takeichi Moritake dans la brochure « Poètes Aïnous  » (アイヌの歌人). Kotan est inclus en 1972 dans la compilation Records of Recent Peoples 5 : les Aïnous (近代民衆の記録5アイヌ) de 新人物往来社 (Shin Jinbutsu Ōrai-sha) et « Littérature complète de Hokkaidō » (北海道文学全集), volume 11 chez Rippū Shōbō Publishing. En 1984 Sofukan republie Kotan, rendant ainsi les œuvres de Hokuto beaucoup plus facilement accessibles.

## Source de la traduction
- (en) Cet article est partiellement ou en totalité issu de l’article de Wikipédia en anglais intitulé « Hokuto Iboshi » (voir la liste des auteurs).